# Edmund Gasiński
Edmund Ludwik Gasiński (właściwie Eubich, Eubig) (ur. 10 sierpnia 1860 w Kielcach, zm. 20 kwietnia 1924 w Warszawie) – polski aktor, śpiewak, tancerz, reżyser i dyrektor teatralny. 

## Życiorys
Po ukończeniu szkoły średniej w Krakowie związał się z teatrami objazdowymi. W 1892 za sprawą L. Śliwińskiego rozpoczął pracę w Teatrze Wielkim i Rozmaitości w Warszawie. Prowadził również Teatr Nowoczesny oraz występował w kabaretach (Czarny Kot).

## Filmografia
- 1922:  Kizia – Mizia jako Baron Heliodor Asti-Spumanti
- 1921:  Dwie urny
- 1921:  Tamten jako generał żandarmerii Horn
- 1921:  Cud nad Wisłą jako Maciej Wieruń
- 1920:  Bohaterstwo polskiego skauta jako niemiecki komendant miasta
- 1918:  Rozporek i Ska jako Krawiec Jan Rozporek
- 1916:  Chcemy męża